# Benny Andersson
Benny Andersson (Stockholm, 16. prosinca 1946.), švedski pjevač, glazbenik, klavirist, tekstopisac. Najviše je poznat kao član grupe ABBA i za svoju suradnju s Björnom Ulvaeusom. 

## Životopis
Između 1949. i 1952. Bennyjeva obitelj živjela je u Eskilstuni, gradu u kom je odralsa i druga članica ABBAe  Anni-Frid Lyngstad. Njegov otac i djed su također bili glazbenici tako da je već sa šest godina Benny dobio svoj prvi instrument harmoniku. S deset godina starosti prelazi na klavir.
Andersson je bio oženjen prvo s Christinom Grönvall s kojom je dobio sina Petera Grönvalla i kćer Helenu Grönvall. U periodu između 1978. i 1981. bio je oženjen s Anni-Frid Lyngstad a od 1981. je oženjen s Monom Nörklit s kojom ima sina Ludviga Anderssona. Poznat je po svojoj podršci Feministiskt initiativ, švedskoj feminističkoj udruzi, kojoj je 2009. poklonio milijun švedskih kruna.

## Karijera

### Pop glazbenik (1960-ih i 1970-ih)
Anderssona je 1964. otkrio Sven Hedlund kada je svirao u grupi Elverkets Spelmanslag. Tada postaje član pop grupe Hep Stars. Sljedeće godine napisao je nekoliko kompozicija za Hep Stars, između ostalih  "No Response" i "Sunny Girl".
Björna Ulvaeusa upoznaje 1966. u Linköpingu i njih dvojica započinju suradnju. Prva zajednička kompozicija je bila pjesma od Hep Stars Isn't It Easy To Say. Zajedno objavljuju album  Lycka 1970. Na snimanju pjesme Hej gamle man  Benny i Björn dovode tadašnje svoje djevojke Anni-Frid Lyngstad i Agnethu Fältskog  koje su trebale pomoći kao prateći vokali, što je u biti bio nastanak ABBA-e.

### Kompozitor  (1980-ih i 1990-ih)
Poslije ABBA perioda Benny nastavlja suradnju s Björnom u mjuziklima: Chess 1984., Kristina från Duvemåla 1995. i Mamma Mia! 1999.
Sredinom 80-ih njihova suradnja počinje se odvijati na taj način da Ulvaeus piše tekstove dok je glazbu za pjesme skladao Andersson. Andersson je osnovao 2001. "Benny Anderssons Orkester", orkestar koji se sastoji od 16 njegovih prijatelja.

## Diskografija

### Hep Stars
- 1965. - We and Our Cadillac - Olga LPO 01
- 1965. - Hep Stars on Stage - Olga LPO 02
- 1966. - The Hep Stars - Olga LPO 04
- 1967. - Jul med Hep Stars - Olga LPO 06
- 1968. - It's Been a Long Long Time - Cupol CLPNS 342
- 1968. - Songs We Sang 68 - LPO 07
- 1969. - Hep Stars på svenska - Olga LPO 11
- 1970. - How It All Started - Efel LPE 003

### Björn & Benny
- 1970. - Lycka (Album) (hrv. Sreća)

### ABBA
- albumi sa sastavom ABBA

### Mjuzikli
- 1984. - Chess
- 1995. - Kristina från Duvemåla
- .1999. - Mamma Mia!

### Gemini
Producent zajedno s Björnom Ulvaeusom
- Gemini -  1985.
- Geminism - 1987.

### Solo albumi
- 1987. - Klinga mina klockor
- 1989. - November 1989

### Orsa spelmän
- 1988. - Orsa Spelmän (Album)
- 1990. - Fiolen min (hrv. Moja violina)
- 1998. - Ödra

### Benny Anderssons Orkester
- 2001. - Benny Anderssons Orkester (Album)
- 2004. - BAO!
- 2005. - BAO na turneji
- 2007. - BAO 3
- 2009. - Story of a Heart

## Filmografija
- ABBA - The Movie
- ABBA - In Concert
- Chess - på svenska
- ABBA - The Definitive Collection
- Mamma Mia!

## Nagrade
- 1999. - Nagrada za najpoznatijeg Šveđanina 1999. zajedno s Björnom Ulvaeusom.
- 2002. - naziv profesora
- 2005. - Thore Ehrling stipendija. Iste godine je postao prvi švedski pop milijarder.
- 2008. - počasni doktorat pri Stockholmskom sveučilištu

## Vanjske poveznice
- | Logotip Zajedničkog poslužitelja | Zajednički poslužitelj ima još gradiva o temi Benny Andersson |